# جوديث إيملين جونسون
جوديث إيملين جونسون (بالإنجليزية: Judith Emlyn Johnson)‏ هي محرِّرة وكاتِبة وشاعرة أمريكية، ولدت في 1936.

## وصلات خارجية
- جوديث إيملين جونسون على موقع ميوزك برينز (الإنجليزية)